# Noa Essengue
Noa Essengue (Créteil, Val-de-Marne; 18 de diciembre de 2006) es un baloncestista francés que pertenece a la plantilla de los Chicago Bulls  de la NBA. Con 2,08 metros de estatura, juega en la posición de ala-pívot.

## Trayectoria deportiva

### Primeros años
Essengue nació en Orleans. No muy lejos de allí, comenzó a jugar al baloncesto en el ABC Saint-Jean-de-Braye. A los 12 años se unió a la liga regional de Centre-Val de Loire y formó parte de la cantera del Orléans Loiret Basket. Jugó allí durante dos temporadas en el campeonato francés juvenil.
En 2021, se convirtió en miembro del ASVEL Lyon-Villeurbanne para posteriormente unisrse al equipo del Centre Fédéral de Basket-ball. En su primer año en el INSEP, jugó principalmente en el campeonato cadete francés y obtuvo una media de 10 puntos por partido. El segundo, juega en la NM1 y consigue unas actuaciones muy destacadas en la división para un jugador de su edad. El 11 de octubre de 2022, con 15 años y 10 meses, anotó 15 puntos ante el Stade Toulousain. El 17 de febrero de 2023, con 16 años y 2 meses, logró 21 puntos contra el C' Chartres Basket. Por último, también disputó el Adidas Next Generation Tournament, primero en mayo de 2022 en Belgrado con el ASVEL, luego en abril de 2023 en la misma ciudad bajo los colores del Centre Fédéral de Basket-ball.

### Profesional
El 21 de julio de 2023 firmó contrato con el Ratiopharm Ulm de la Basketball Bundesliga alemana, equiopo en el que ya habían jugado con anterioridad otros franceses como Killian Hayes o Pacôme Dadiet. en su ñrimera temporada, jugó mayormente en el equipo filial de Ulm, el OrangeAcademy, que compite en la ProA, la segunda división alemana. El 22 de octubre de 2023, con 16 años y 10 meses, anotó 33 puntos y capturó 14 rebotes contra el Panthers Schwenningen. Al mismo tiempo, disputó sus primeros minutos como profesional del primer equipo. El 3 de octubre de 2023 jugó 10 minutos contra el Aquila Basket Trento en la EuroCup y anotó 7 puntos.
El 16 de octubre de 2024, anotó 20 puntos y capturó 8 rebotes en un partido de pretemporada de la NBA contra los Portland Trail Blazers.
El 25 de junio de 2025 fue elegido en la duodécima posición del Draft de la NBA de 2025 por los Chicago Bulls.

### Internacional
Jugó con su selección en el Europeo sub-16 de 2022, donde alcanzaron la medalla de bronce. Promedió 13 puntos y 5 rebotes por partido.
El 17 de octubre de 2024 fue convocado por el seleccionador de la absoluta Frédéric Fauthoux para disputar dos partidos de clasificación para el EuroBasket 2025 contra Chipre.